# Le Pigeon (roman)
Pour les articles homonymes, voir Le Pigeon.
Le Pigeon (titre original en allemand Die Taube) est un roman court écrit par l'auteur allemand Patrick Süskind et paru en 1987. Il n'est pas aussi populaire que son roman précédent Le Parfum mais connaît tout de même son heure de gloire. Le récit traite de nombreux thèmes comme le quotidien, la peur irrationnelle et le sens de la vie.
Relativement court (plus ou moins une centaine de pages selon les éditions), son action se déroule sur une seule journée, un vendredi d'août 1984, à Paris.
L'expérience vécue par le personnage principal, Jonathan Noel, tient de la phobie. Le psychologue Jean Bouisson la rapproche également de ce que l'on appelle familièrement le « coup de vieux », c'est-à-dire une vulnérabilité liée au vieillissement.

## Le récit
Jonathan Noel est un homme rangé et solitaire : il approche de la retraite et n'a jamais failli à son travail de vigile à la banque près de chez lui. Il n'a qu'une aspiration : vivre une vie tranquille sans qu'on lui prête attention. Sa jeunesse, qui n'a pas été des plus agréables, explique en grande partie ce mouvement de repli sur soi : en 1942, sa mère a été déportée en camp de concentration ; en 1953, il est parti faire la guerre en Indochine et en 1954, son oncle l'a persuadé d'épouser Marie Baccouche, malheureusement déjà enceinte de 5 mois, et amoureuse d'un autre avec qui elle a fui par la suite.
Il vit ainsi, à l'abri du monde, dans une petite chambre de bonne, au dernier étage d'une maison bourgeoise à Paris. Il aime tellement sa chambrette simple qu'il va bientôt se l'acheter pour que rien ne puisse plus les séparer et qu'il puisse finir sa vie en continuant son petit train-train quotidien. En quelque sorte, comme l'indique le narrateur, sa petite chambre est « sa maîtresse, car elle l'accueille tendrement en elle ».
Or, un matin, quand il sort faire ses besoins dans la petite toilette de l'étage, après avoir écouté soigneusement pour être sûr de ne rencontrer personne, il tombe face à face avec un pigeon, posé devant sa porte. Pris de panique, il s'enferme dans sa chambre. Ce n'est qu'avec un grand élan de courage qu'il parvient à sortir de sa chambrette et aller à son travail. Il est résolu à se séparer de sa chambrette pour ne plus avoir à revoir le pigeon.
Tout au long de la journée, il ne réussit pas à suivre son habituelle routine et se croit fini. Il commet quelques étourderies lors de son service du matin et déchire involontairement son pantalon pendant sa pause déjeuner : ces événements sans importance majeure prennent à ses yeux la dimension d'un drame. Il va jusqu'à envier le clochard qu'il voit tous les jours depuis des années, et qui semble incarner à ce moment un modèle d'insouciance et de liberté, très loin de ses propres angoisses. Le soir venu il va coucher à l’hôtel avec ses économies pour ne pas retourner à sa chambre. Il passe une nuit tourmentée, un orage provoque en lui une réminiscence de ses souvenirs d'enfance douloureux. Mais le lendemain, lorsqu'il décide de revenir chez lui, il paraît apaisé. Comme le jour où il a découvert la disparition de sa mère en 1942, il s'amuse à marcher en plein dans les flaques d'eau. La fin du récit se voit donc liée à l'évocation de sa jeunesse dans l'incipit. Après son retour à la maison, Jonathan découvre avec soulagement le couloir vide, le pigeon ayant disparu sans laisser de trace.

## Les personnages
- Jonathan Noel : vigile dans une banque âgé de 50 ans, ancien soldat en Indochine, il vit dans une petite chambre de bonne au 6e étage.
- Le clochard : il apparaît ponctuellement dans le livre, Jonathan éprouve une certaine jalousie à son égard de par son insouciance.
- Madame Topell, la couturière
- Madame Rocard, la concierge
- Madame Lassale, la propriétaire de la chambre
- Monsieur Vilman, le sous-sous-directeur de la banque
- Madame Roques, la caissière en chef de la banque
- Le pigeon, aux pattes rouges et au plumage gris
- Monsieur Roedel, le directeur de la banque

## Détail des éditions
- Édition originale : (de) Patrick Süskind, Die Taube, Zurich, Diogenes Verlag (en), 1987, 99 p. (ISBN 3-257-01736-7)
- Première édition française : Patrick Süskind (trad. de l'allemand par Bernard Lortholary), Le Pigeon, Paris, Fayard, 18 mars 1987, 115 p. (ISBN 2-213-01963-0)

## Adaptations
Le roman a été adapté au théâtre dans une pièce créée en mai 1993 au BAC Theatre à Londres.